# 키예프 공국
키예프 공국(고대 동슬라브어: Киевское князство 키옙스코에 크냐즈스트보, 우크라이나어: Київське князівство 키이우스케 크냐지우스트보[*], 러시아어: Киевское княжество 키옙스코에 크냐제스트보[*])은 키예프 루스의 옛 구성국이자 키예프 루스의 분열 및 멸망 이후 독립한 공국이다. 지정학적으로, 12세기에서 13세기 동안 키예프 루스가 분열된 이후에는 드니프로강 오른쪽 강변의 영토가 포함되어 있었다. 예외적으로는 왼쪽 강변에 있는 도시 사코프가 있는 좁은 지대가 공국에 속했다. 서쪽으로는 갈리치아 공국과 볼린 공국, 북서쪽으로는 투로브-핀스크 공국, 북동쪽으로는 체르니고프 공국, 동쪽으로는 페레야슬라블 공국과 접하고 있었다. 
키예프 공국의 특징 중 하나는 키예프 남쪽 땅에 집중된 수많은 보야르(귀족)의 영지와 요새화된 성이 존재했다는 점이다. 11세기에는 이 지역을 방어하기 위해 로시강 주변에 유목민 집단인 튀르크족, 페체네그인, 베렌데이족이 대규모로 정착하게 되었으며, 이들은 모두 쿠만인에게 초원에서 쫓겨난 이들이었다. 이들은 ‘검은 모자’(чёрные клобуки)라는 공통된 이름으로 불렸고, 이후 국경 지역을 수호하는 카자크 기병대의 전신처럼 국경 방위를 맡게 되었다. 드네프르강과 스투그나강, 로시강 사이의 초원 지대에서 이들은 국경 수비 임무를 수행했다. 로시강 연안에는 이들 ‘검은 모자’ 귀족들이 정착하여 유리예프폴스키, 토르체스크, 코르순, 드베렌 같은 도시들이 생겨났다.

## 같이 보기
- 키예프 루스
- 키예프 대공

## 참고 자료
- Christian, David. A History of Russia, Mongolia and Central Asia. Blackwell, 1999.
- Fennell, John, The Crisis of Medieval Russia, 1200–1304. (Longman History of Russia, general editor Harold Shukman.) Longman, London, 1983. ISBN 0-582-48150-3
- Martin, Janet, Medieval Russia 980–1584. Cambridge University Press, Cambridge, 1993. ISBN 0-521-36832-4
- Magocsi, Paul R. (2010). 《A History of Ukraine: The Land and Its Peoples》. Toronto: University of Toronto Press. ISBN 978-1442610217.
- Obolensky, Dimitri (1974) [1971]. 《The Byzantine Commonwealth: Eastern Europe, 500-1453》. London: Cardinal.